# Selfi

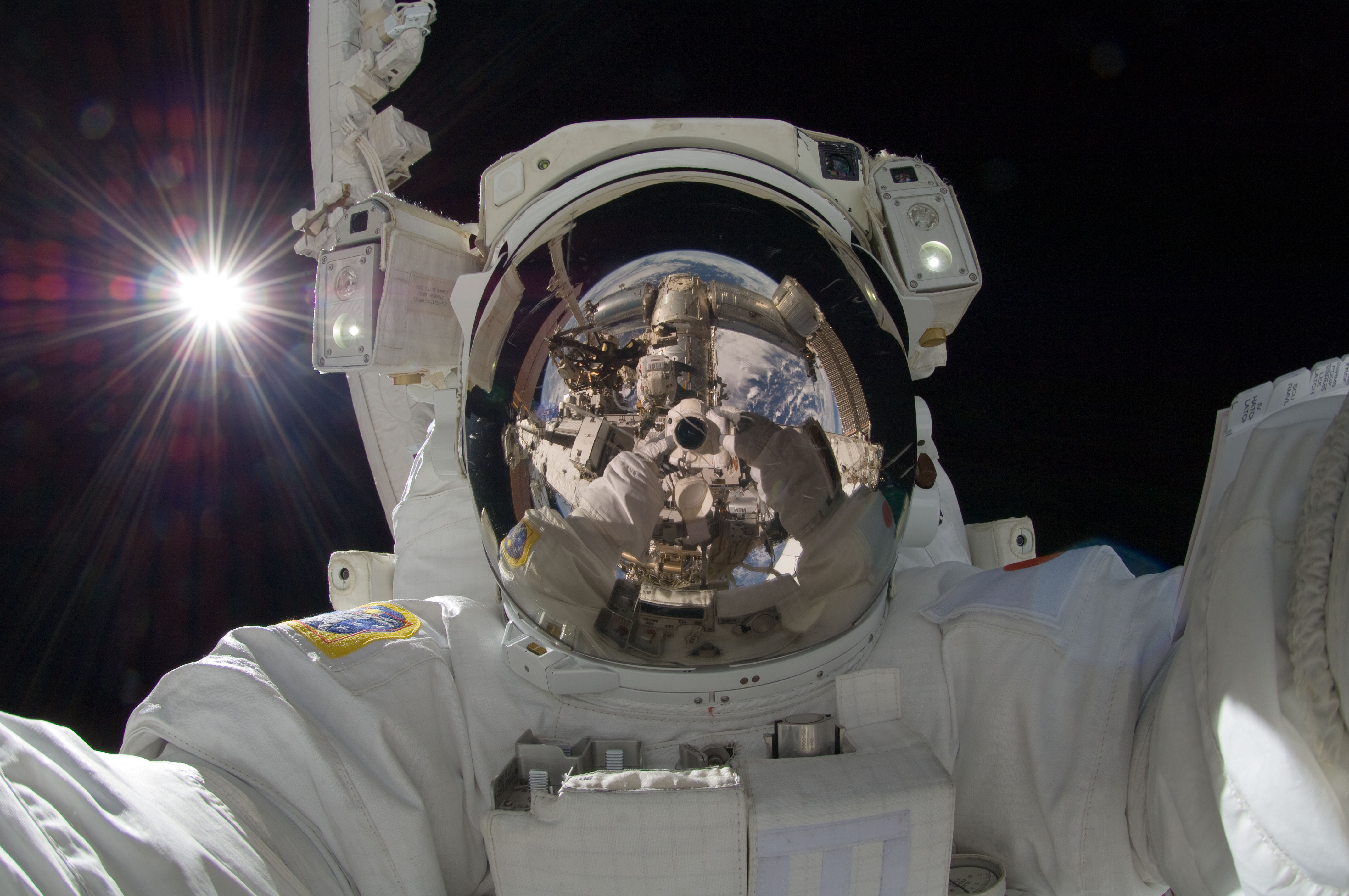
Selfi del astronauta Akihiko Hoshide, en el espacio exterior.

Un selfi (proveniente del inglés selfie o selfy; también adaptado como autofoto o autorretrato) es un autorretrato realizado con una cámara fotográfica, generalmente una cámara digital o un teléfono móvil. Se trata de una práctica muy asociada a las redes sociales, ya que es común subir este tipo de autorretratos a dichas plataformas.

## Etimología
Un selfi es un autorretrato hecho con una cámara fotográfica. Sin embargo, no tuvo ninguna denominación concreta hasta principios del siglo xxi, cuando el término se popularizó.
El primer uso conocido de la voz inglesa «selfie» se produjo el 13 de septiembre de 2002 en ABC on line, un foro de Internet propiedad de la empresa de radiodifusión pública de Australia ABC:

Um, drunk at a mates 21st, I tripped ofer [sic] and landed lip first (with front teeth coming a very close second) on a set of steps. I had a hole about 1cm long right through my bottom lip. And sorry about the focus, it was a selfie.

Los diccionarios Oxford eligieron la palabra selfie como la «palabra en inglés del año en 2013».
La palabra «autofoto» es una alternativa recomendada al término inglés «selfie», formado por el prefijo auto- y el sustantivo foto como forma abreviada y coloquial de «fotografía». Es de género femenino, como «fotografía» (una autofoto), su plural es «autofotos» y no es preciso destacarla con comillas ni cursivas. Si se prefiere emplear el anglicismo «selfie», lo adecuado es destacarlo en cursiva o, si no se dispone de este tipo de letra, entre comillas. También es válida la alternativa «autorretrato», que ya figura en el DRAE.
También es válido la adaptación selfi, de plural selfis, ambigua en género —el selfi o la selfi indistintamente—, y que como se trata de un neologismo en español no necesita resalte en cursiva.

## Historia
Robert Cornelius, un pionero de la fotografía, realizó un daguerrotipo de sí mismo en 1839, que además de ser el primer autorretrato fotográfico, es uno de los primeros retratos fotográficos de personas. Puesto que el proceso de captura de una fotografía de estas características requería un tiempo de exposición muy largo, tuvo tiempo de sobra para destapar el objetivo de la cámara, tomar la fotografía durante un minuto o más, y volver a tapar la cámara. En la vuelta escribió: «The first light Picture ever taken. 1839». («La primera fotografía lumínica jamás tomada. 1839»).
La aparición de la cámara de cajón portátil Kodak Brownie en 1900 hizo del autorretrato fotográfico una práctica extendida. Se solían realizar con la ayuda de un espejo y de un objeto o trípode donde estabilizar la cámara, en la que se encuadraba la imagen con ayuda de un visor situado en la parte superior del aparato. A la edad de 13 años, en 1914, la gran duquesa Anastasia Nikoláyevna de Rusia, hija del zar Nicolás II, se convirtió en la primera adolescente en realizar un autorretrato fotográfico, que hizo con la ayuda de un espejo. En la carta que acompañaba a la fotografía explicaba: «Hice esta fotografía yo misma mirándome al espejo. Fue muy difícil ya que mis manos estaban temblando».

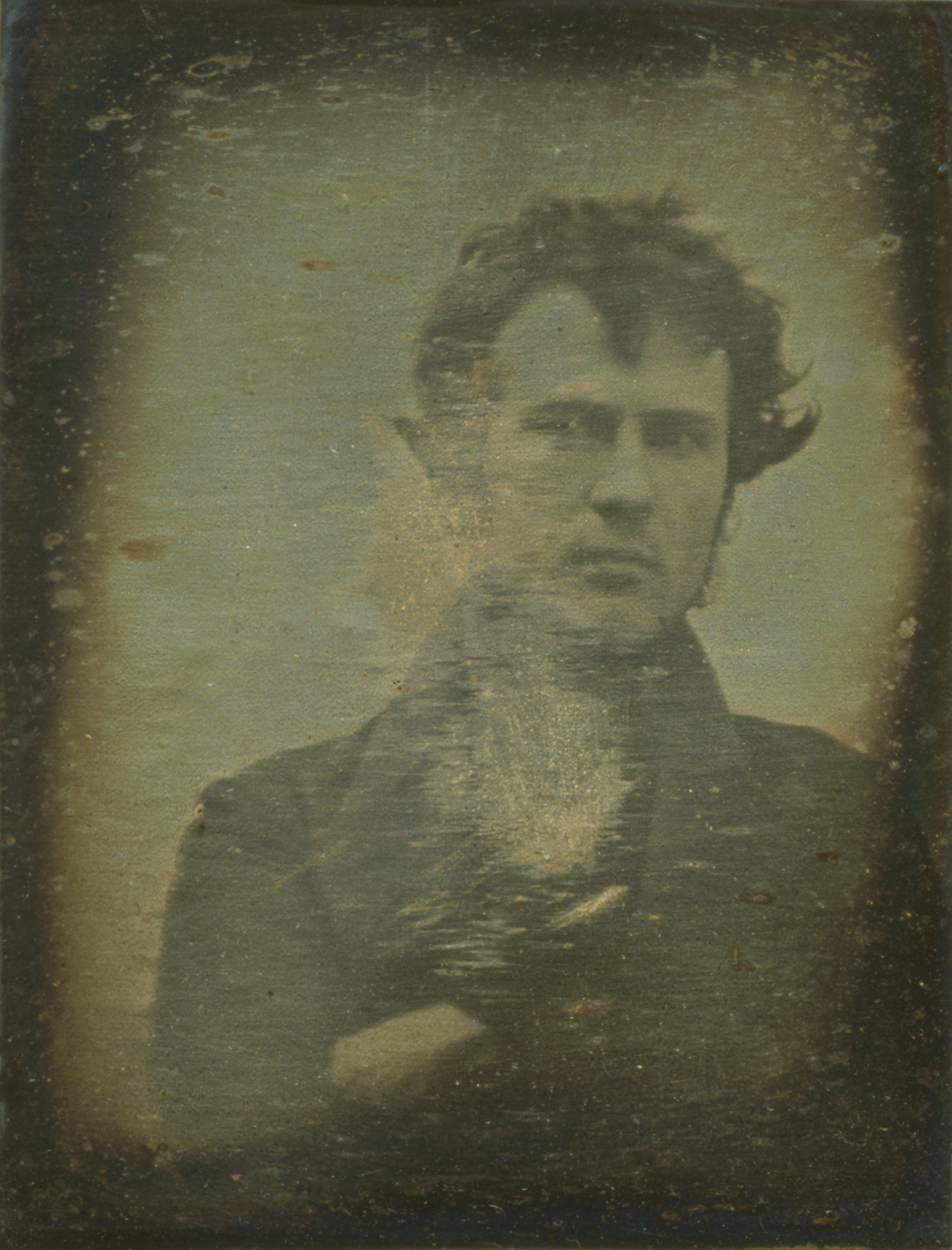
El primer autorretrato fotográfico que se conoce lo hizo Robert Cornelius en 1839.
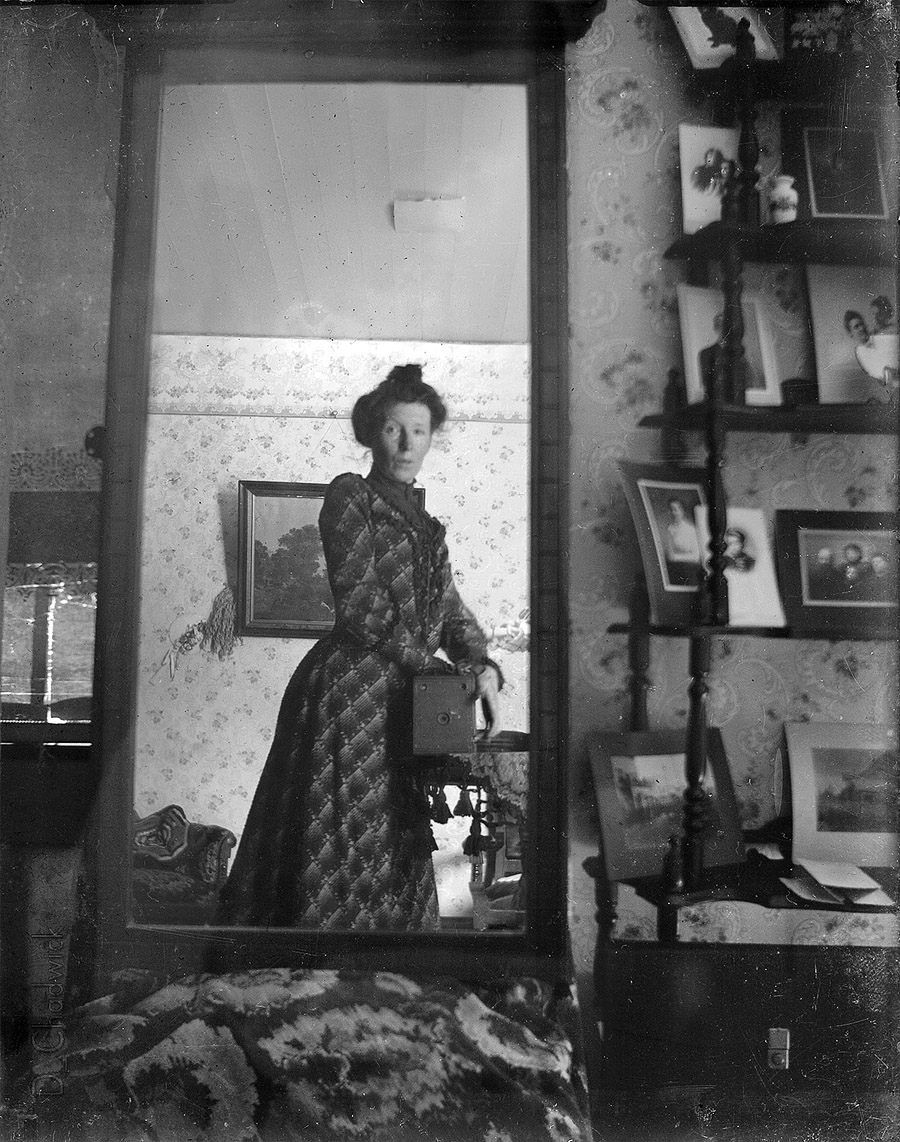
Mujer tomándose una fotografía frente a un espejo en torno a 1900.
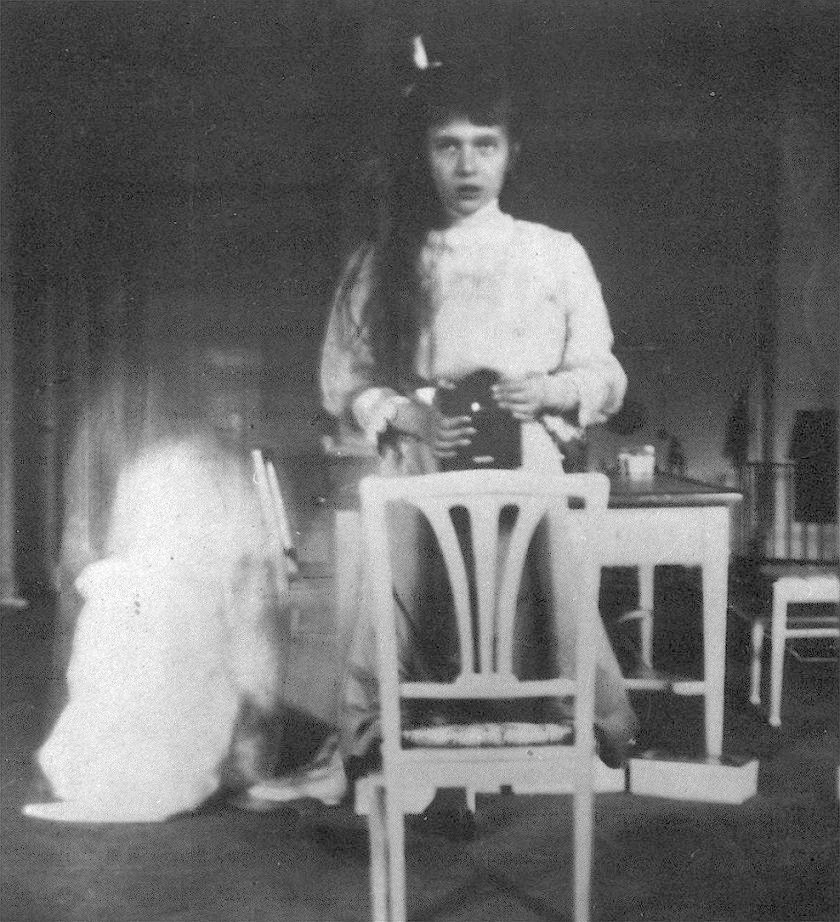
La gran duquesa Anastasia Nikoláyevna de Rusia, de 13 años, realiza en 1914 uno de los primeros autorretratos de adolescentes.

### Popularidad
Aunque el uso del selfi no es reciente, el término como tal no se popularizó hasta los primeros años del siglo xxi. Ya en los primeros 2000, antes de que la red social Facebook se volviese popular de forma masiva, los autorretratos fotográficos se hicieron muy populares en Myspace. No obstante, la escritora Kate Losse cuenta que entre 2006 y 2009 las "MySpace pic" —típicamente imágenes de mala calidad hechas en el cuarto de baño— se calificaban como imágenes de mal gusto en los primeros usuarios de Facebook, ya que en esta red social los retratos solían ser más sofisticados y, generalmente, hechos por terceras personas. Para 2009, en el servicio de alojamiento multimedia Flickr se usaba el término selfie para describir los álbumes de autorretratos fotográficos que publicaban las adolescentes. Según describe Losse, las mejoras en las cámaras frontales de los dispositivos móviles como el iPhone 4 (2010) que se copiaron de los celulares coreanos y japoneses, así como diversos servicios como Instagram, supusieron el resurgimiento definitivo de los selfis en el 2010. Si bien en un principio se hicieron populares entre los jóvenes, las selfis se han vuelto una técnica cada vez más popular.
De esta forma, no es difícil encontrar selfis muy variadas, como de famosos, animales, astronautas, sondas y vehículos espaciales.

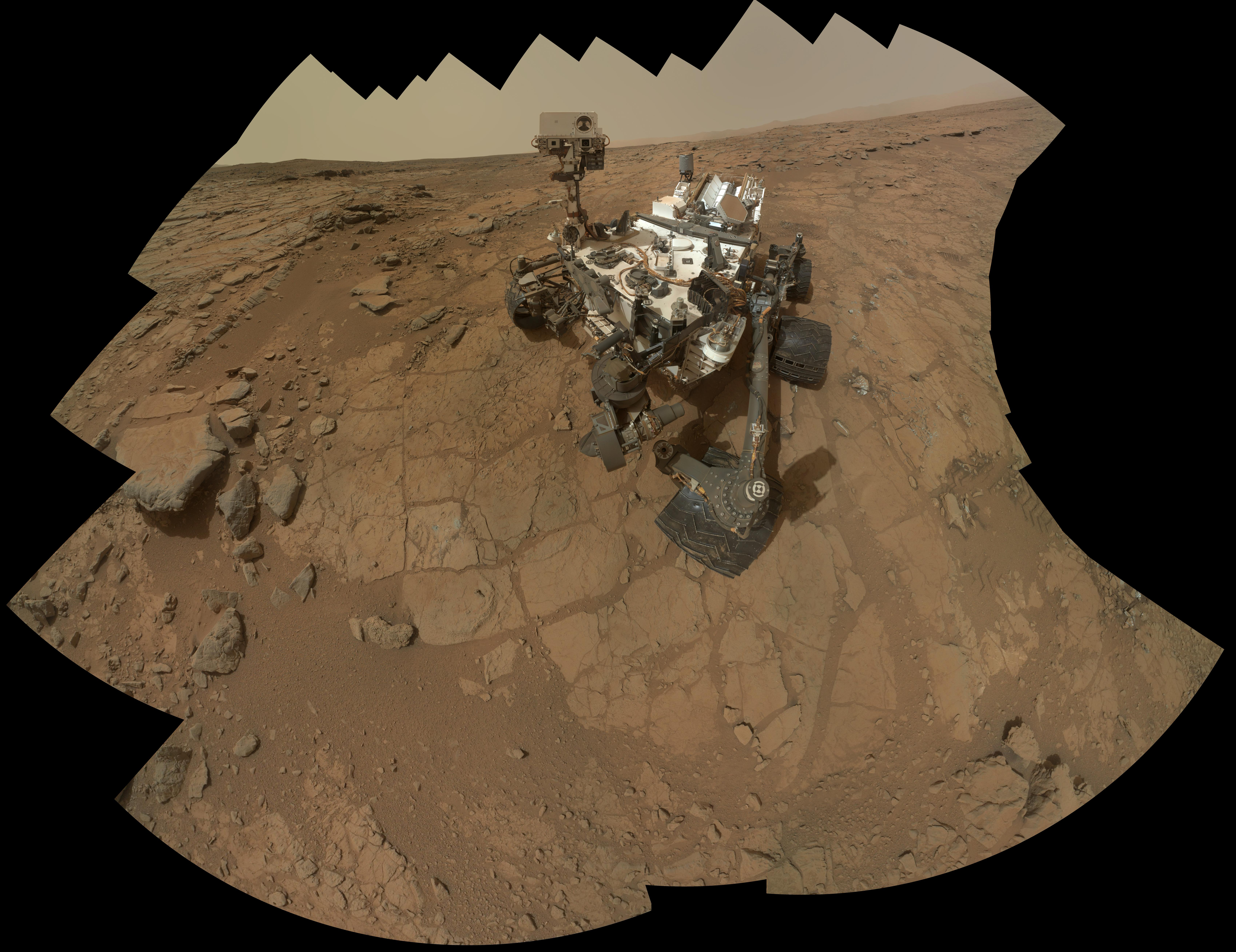
Autorretrato de la sonda espacial Curiosity en Marte.
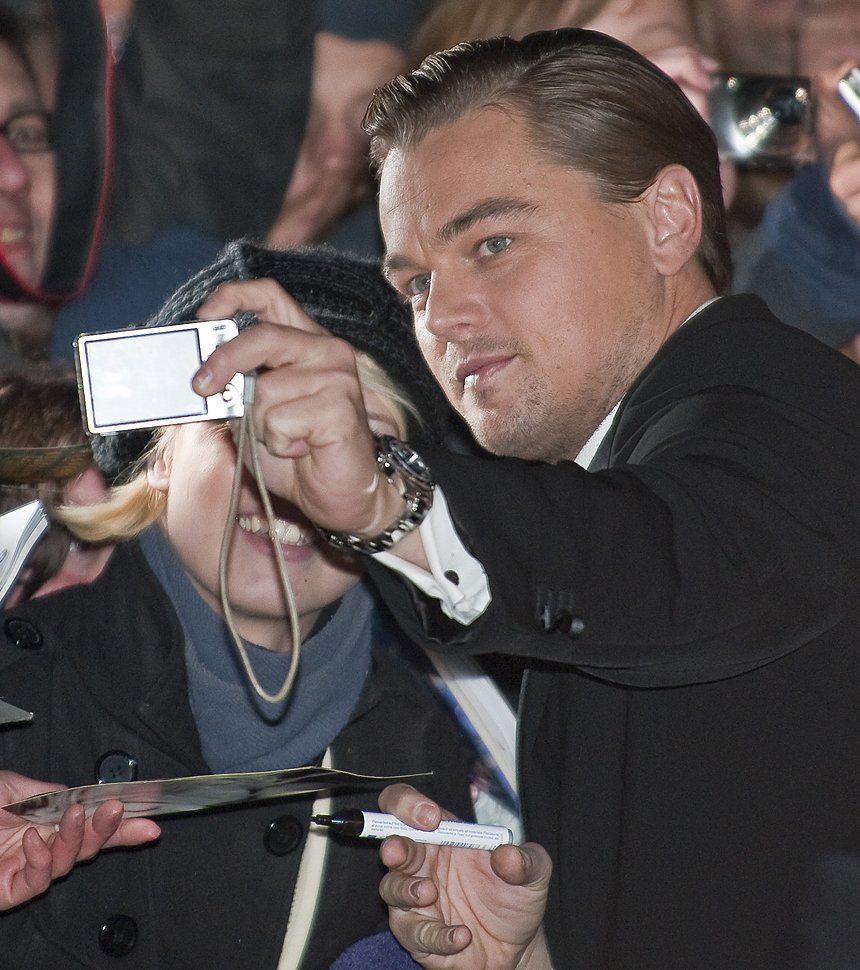
Leonardo DiCaprio tomándose un selfi en Berlín, 2010.
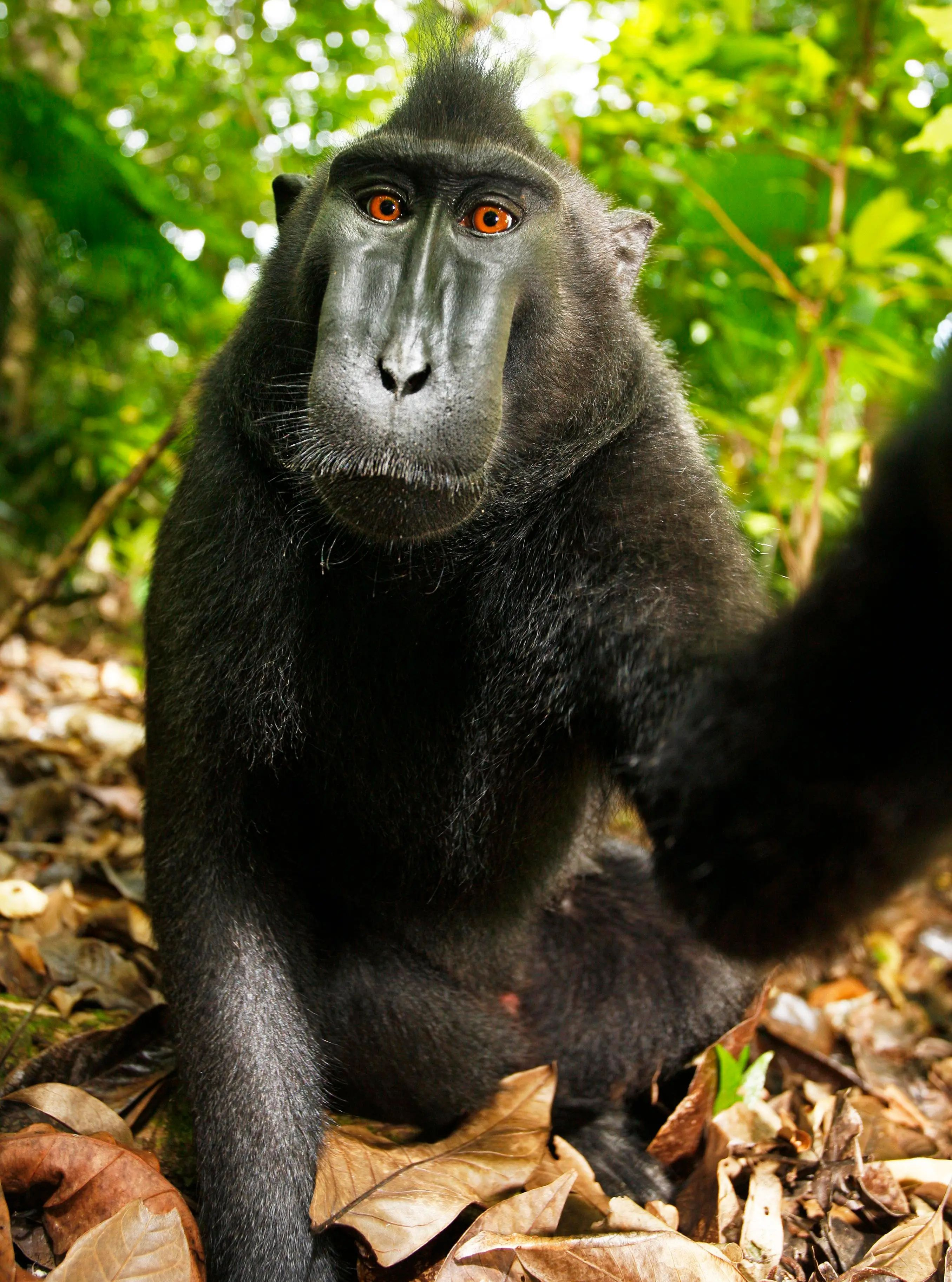
El selfi de un macaco negro crestado fue objeto de una disputa entre la Fundación Wikimedia y el fotógrafo que reclama derechos de autor.

### Selfis de celebridades

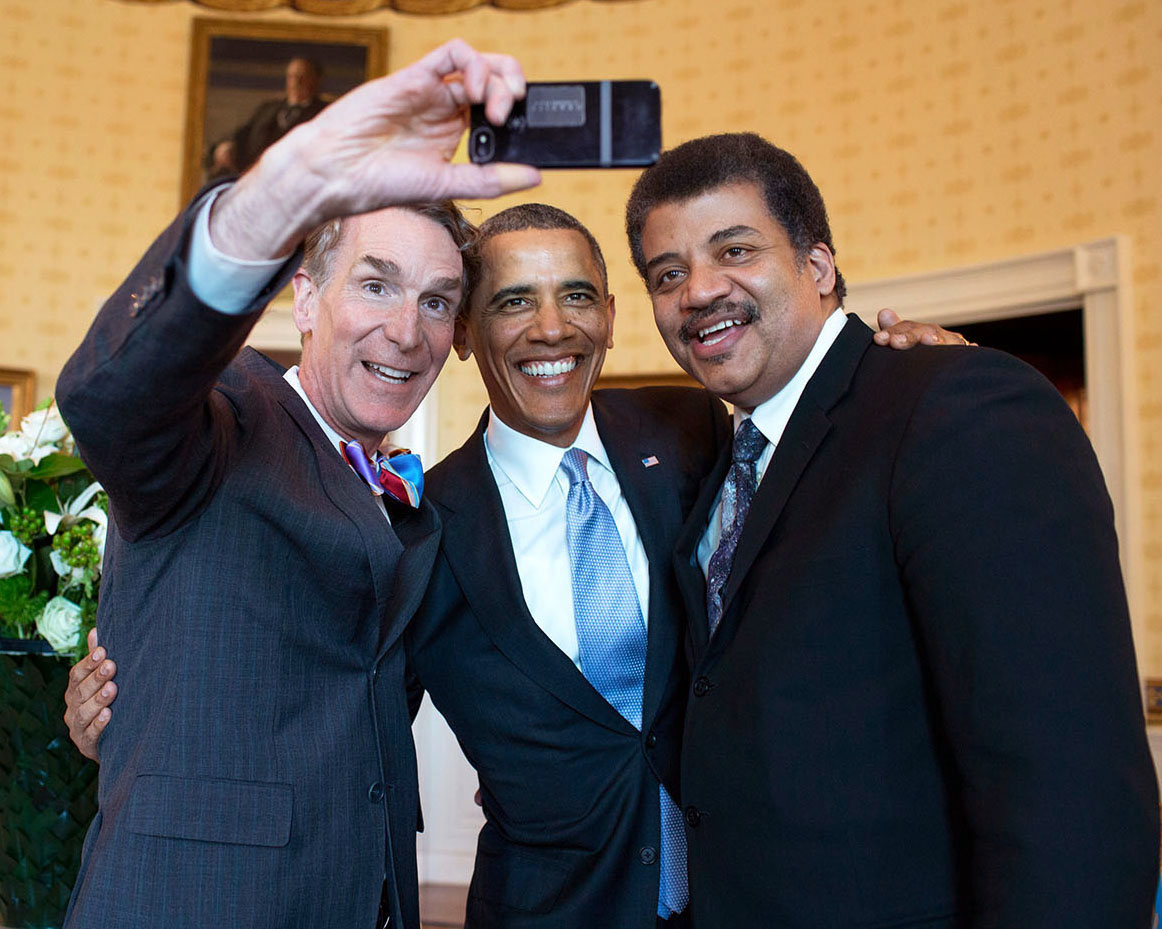
Bill Nye se toma una selfi junto con el presidente estadounidense Barack Obama y Neil deGrasse Tyson en la Casa Blanca.

Muchos famosos —especialmente símbolos sexuales— han publicado selfis para sus seguidores en las redes sociales, y algunas son provocativas o de alguna manera interesantes en la cobertura de la prensa regular. Algunos analistas, como Emma Barnett de The Telegraph, han argumentado que los reveladores selfis de actrices famosas (y también selfis de personas ajenas a la farándula) podrían potenciar otras personas a imitarles pero perjudicando a las mujeres en general, ya que promueven la imagen de la mujer como un objeto sexual. Por otra parte, el actor James Franco escribió un artículo de opinión para The New York Times defendiendo el uso frecuente de selfis en su página de Instagram. Franco defiende los selfis indicando que no deben considerarse como un acto egocéntrico, sino un momento periodístico, ya que cultiva una "cultura visual, (porque) el selfi rápida y sencillamente muestra, no dice cómo te sientes, dónde te encuentras, qué es lo que estás haciendo", al igual que la imagen de un fotoperiodista.
El 12 de marzo de 2014, un selfi grupal dirigido por Ellen DeGeneres durante la transmisión televisada de la 86.ª ceremonia de los Premios Óscar se convirtió en la imagen más retuiteada de la historia. DeGeneres dijo que buscaba homenajear el récord de 18 nominaciones a los Óscar de Meryl Streep al establecer un nuevo récord junto a ella, e invitó a otras doce celebridades presentes a unírsela, entre ellos Meryl Streep, Julia Roberts, Channing Tatum, Bradley Cooper, Kevin Spacey, Angelina Jolie, Brad Pitt, Lupita Nyong'o, Jared Leto y Jennifer Lawrence, además del hermano de Lupita, Peter Nyong'o, que se coló en la foto. La fotografía resultante rompió el récord anterior dentro de sus primeros cuarenta minutos y fue retuiteada (compartida a través de la plataforma de Twitter) más de 1.8 millones de veces en la primera hora. Al final de la ceremonia había sido retuiteada más de 2 millones de veces, menos de 24 horas más tarde había sido retuiteada más de 2.8 millones de veces. Hasta el 16 de octubre de 2014 se ha retuiteado 3 381 051 de veces. Batió el récord anterior, de 778 801, que tuvo lugar cuando Barack Obama ganó en las elecciones presidenciales de 2012.

## Día del Selfi en el Museo: usos educativos y de divulgación
En Atenas, el Museo Benaki, de cultura griega, participó en el Día del Selfi en el Museo, a través de la cual se invita a los visitantes a tomarse selfis frente a las obras de arte y a distribuirlas en las redes sociales. Todo con el fin de difundir las colecciones de los museos del mundo.

## Guía Selfie
Debido al exponencial número de accidentes y muertes por selfis, en enero de 2020 aparece la Guía Selfie, una guía que recopila las situaciones en las que más accidentes ha habido y en la que se dan consejos y trucos para evitar peligros. Ya en 2015, la revista científica de la India Journal of Family Medecine and Primary Care publicó un informe en el que confirman que sacarse selfis mata a más personas que las que suben al Everest y que ya es cinco veces más mortal que un ataque de tiburón a nivel mundial.
Asimismo, museos, estadios, ferias y lugares emblemáticos de todo el mundo ya han prohibido y advierten penalizaciones por el uso de los llamados palos selfie; como son por ejemplo la National Gallery de Londres; el Coliseo de Roma; el palacio de Versalles en París; el museo Metropolitano de Arte de Nueva York; el estadio de Wembley en Londres; Disney World o la Comic - Con en San Diego.